# 伊藤隆二
伊藤 隆二（いとう りゅうじ、1934年2月3日 - ）は、日本の教育心理学者、横浜市立大学名誉教授。神戸大学教授などを歴任。

## 来歴
秋田県秋田市土崎港出身。1958年東京大学教育学部教育心理学科卒、1963年同大学院人文科学研究科博士課程満期退学、1971年「病巣局在の異なる脳損傷者の知能構造に関する神経心理学的研究」で東京大学より教育学博士の学位を取得。
1966年神戸大学助教授、1974年教授、1982年横浜市立大学文理学部教授。1994年定年退官、名誉教授、東洋大学教授、2001年帝京大学教授。2004年退職。
1969年日本総合医学賞受賞。1997年井上円了賞受賞。
2012年瑞宝中綬章受章。

## 著書
- 『精神薄弱児の心理学』日本文化科学社 1964
- 『障害児教育の思想』ミネルヴァ書房 障害児問題叢書 1973
- 『障害児福祉の条件 特殊教育に求めるもの』福村出版 特殊教育シリーズ 1973
- 『ちえおくれの子どもの心理と教育』日本文化科学社 1973
- 『障害児の臨床教育 ちえおくれの子どもの理解を中心に』福村出版 特殊教育シリーズ 1974
- 『育つということ 人は人との間で人となる』柏樹新書 1974
- 『知能病理学研究 脳損傷者の課題解決行動の分析』風間書房 1974
- 『親と先生が子どもをダメにする かくれた才能発見の本』日本経済通信社 NKTブックス 1976　『才能は育つ 外国人の巻』福村出版 1984　「育つ才能伸びる個性 世界の偉人50人の子ども時代』PHP文庫
- 『よく生きるということ』柏樹新書 1977
- 『親と先生が子どもをだめにする かくれた才能発見の本 日本人の巻』日本経済通信社 NKTブックス 1978　『才能は育つ 日本人の巻』福村出版 1984
- 『学校とは何をするところか 独自性教育からの発言』ミネルヴァ書房 1979
- 『人間であるということ 平和と愛と教育を語る』柏樹社 1980
- 『障害児に学ぶ』福村出版 1981
- 『入門・子ども心理学 幼児・小学生をもつお母さんへ』朱鷺書房 1982
- 『親にとって子どもとは何か』福村出版 1983
- 『子どもたちに未来を 障害児に学んで』福村出版 1983
- 『子どもにとって教育とは何か』福村出版 1983
- 『知能の臨床心理学 知的機能発達とその神経心理』川島書店 1983
- 『いま教育に問われているもの』国土社 1984
- 『障害児教育とは何かを問う』福村出版 1984
- 『幼児の人生相談 子どものホンネが分かりますか?』有斐閣新書 1984
- 『子どもが育つ親の役割』朱鷺書房 1985
- 『今ここに生きる教育を』国土社 1986
- 『障害児福祉と教育を考える』福村出版 1986
- 『愛するということ』柏樹社 1988
- 『子ども理解の心理学 同行教育への視点』朱鷺書房 1988
- 『この子らは世の光なり 親と子と教師のための生きることを考える本』樹心社 1988
- 『こころの時代の教育』慶応通信 1989
- 『同行教育を語る 人生の意味を深めるために』くだかけ社 1989
- 『伊藤隆二著作集』全3巻　岩崎学術出版社　1990

1巻 (知能の心理と創造性教育)
2巻 (知能の病理と治療教育)
3巻 (学習障害の診断と指導)
- 『なぜ「この子らは世の光なり」か 真実の人生を生きるために』樹心社 1990
- 『育ち合うこころ 「生きる意味」を問う』広池学園出版部 1991
- 『こころの教育十四章』日本評論社 1992
- 『発達リズムと個性の発見 「その子らしさ」が伸びる条件』朱鷺書房 1992
- 『「やさしさ」の風景 知恵と品性を育てる』広池学園出版部 ニューモラルブックス 1992
- 『学校五日制が問いかけるもの』明治図書出版 オピニオン叢書 1993
- 『福祉のこころと教育』慶応通信 1993
- 『くだかけ「よい生活」シリーズ』全3巻 くだかけ会 1994-99
- 『伊藤隆二教育著作集』全5巻　福村出版　1995-96

1 (人間と教育を考える)
2 (愛と幸福と教育と)
3 (子どもにとって家庭とは)　1995
4 (学校と教師を問い直す)
5 (福祉の教育をすすめるために)1996
- 『こころが育つ道徳教育』明治図書出版 新しい道徳授業づくりへの提唱 1995
- 『この子らに詫びる 「障害児」と呼ぶのはやめよう』樹心社 1995
- 『悩まない母親になるために 愛による愛への教育』光雲社 1996
- 『全包括教育の思想 社会的不利をなくす道』明石書店 明石ライブラリー 1998
- 『「こころの教育」とカウンセリング』大日本図書 New心理学ブックス 1998
- 『人間形成の臨床教育心理学研究 「臨床の知」と事例研究を主題として』風間書房 1999
- 『子どもへの最良の贈りものとは 父親の役割を問う』樹心社 2000
- 『続・人間形成の臨床教育心理学研究』風間書房 2002
- 『間主観カウンセリング 「どう生きるか」を主題に』駿河台出版社 21世紀カウンセリング叢書 2003

### 共編著
- 『学齢期』上出弘之共著 日本放送出版協会 1970
- 『心身障害児教育の原理』編 福村出版 1970
- 『心身障害児教育講座』全5巻　編 福村出版 1972
- 『知能 人間の知性とは何か』上出弘之共編 有斐閣双書 1972
- 『こども相談 こころとからだの健康カルテ』上出弘之,小嶋謙四郎共編 有斐閣選書 1974
- 『心身障害児教育指導事典』長畑正道、今井秀雄、石部元雄共編集 福村出版 1974
- 『わが国における心身障害児教育・指導の文献目録 1973年12月現在』田川元康,関峋一共編 日本文化科学社 1974
- 『教育心理学を学ぶ』坂野登,鑪幹八郎共編 有斐閣選書 1975
- 『心理テスト法入門 基礎知識と技術習得のために』松原達哉共編著 日本文化科学社 1976
- 『福祉の思想・入門講座』全4巻 上田薫,和田重正共編 柏樹社 1976
- 『人間を見る目・教育を見る目』和田重正対談 柏樹社 1977
- 『わが国における心身障害教育文献集成』田川元康,木村賢一共編 風間書房 1978
- 『治療教育講座』全15巻　上出弘之共編 福村出版 1980-81
- 『講座現代の心理学 4 知能と創造性』苧阪良二,東洋,岡本夏木,板倉聖宣,麻生誠共著 小学館 1981
- 『保育園児・幼稚園児の心理』藤永保共編 有斐閣選書 1984
- 『乳幼児発達事典』黒田実郎監修 岩崎学術出版社 1985
- 『発達障害児の保健指導』編著 ぎょうせいヘルス・ライブラリー 1985
- 『講座入門子ども心理学』全4巻 坂野登共編 日本文化科学社 1987
- 『新・教育心理学』編 八千代出版 1988
- 『教育治療法ハンドブック』編 福村出版 1989
- 『心理治療法ハンドブック』編 福村出版 1989
- 『養護訓練法ハンドブック』編 福村出版 1989
- 『新・青年心理学』編 八千代出版 1990
- 『子どものこころは蝕まれている』編 柏樹社 1992
- 『人間の発達と臨床心理学』全6巻　橋口英俊,春日喬共編 駿河台出版社 1994
- 『現代心理学25章』松本恒之共編著 八千代出版 1995
- 『知力にハンディキャップを負うあなたに啓発されて』西野勝久共監修 法政出版 1997
- 『からだが不自由って、どんなこと?』全6巻　監修 学習研究社 1998
- 『現代の社会福祉』一番ヶ瀬康子共監修 森田明美 ほか著 一橋出版 1998
- 『社会福祉基礎』一番ヶ瀬康子共監修 森田明美 ほか著 一橋出版 1998
- 『現代心理学基礎論文集 昭和記念集』共著 川村幹企画　神保出版 1999
- 『小学校新教育課程の解説 道徳』押谷由夫共著 第一法規出版 1999
- 『新小学校教育課程講座 道徳』押谷由夫共編著 ぎょうせい 1999
- 『臨床心理学辞典』恩田彰共編 八千代出版 1999

### 翻訳
- S.A.カーク, G.O.ジョンソン『精神薄弱児の教育』日本文化科学社 1967
- サムエル・A.カーク『特殊教育入門』訳編 日本文化科学社 1969
- W.M.クリュックシャンク『脳障害児の心理と教育』中野善達共訳編 誠信書房 1974
- A.A.シュトラウス,L.E.レーチネン『脳障害児の精神病理と教育』角本順次共訳 福村出版 1979
- レーヴィス、シュトラウス,レーチネン『脳障害児の話』福村出版 1979
- W.M.クリュックシャンク『学習障害児の心理と教育』正続 中野善達共訳編 誠信書房 1980-83
- N.M.&H.B.ロビンソン『精神遅滞児の心理学』編訳 日本文化科学社 1980
- R.&K.コッホ『精神遅滞児の理解のために』稲浪正充、富安芳和共訳 日本文化科学社 1981
- M.フロスティッグ『人間尊重の教育 科学的理解と新しい指針』茂木茂八、稲浪正充共訳 日本文化科学社 1981
- Samuel A.Kirk ほか『おくれている子どもの家庭指導』共訳 日本文化科学社 1984
- レーヴィス『脳障害児は育つ シュトラウス教育法の輝かしい成果』松下淑、高井作之助、坂本幸共訳 福村出版 1986

## 論文
- Cinii